# James Edward Goettsche
James Edward Goettsche (* 1943 in Los Angeles, Kalifornien; † 13. Juni 2023 in Rom) war Titularorganist des Petersdoms im Vatikan, Liturgieorganist des Papstes sowie Professor am Konservatorium in Frosinone.

## Leben
James Goettsche, Kind einer Familie deutscher Emigranten aus Schleswig-Holstein, studierte Musik an der San Francisco State University. Fernando Germani, der Organist des Petersdoms, holte ihn nach Rom an das Musikkonservatorium. Zunächst war er Organist in der Basilika Santa Francesca Romana im römischen Stadtteil Campitelli. 1989 wurde er Organist des Petersdoms. 1985 veröffentlichte er ein Buch über die Orgelmusik Bachs. Goettsche beherrschte elf Sprachen.